# Aksjomaty oddzielania

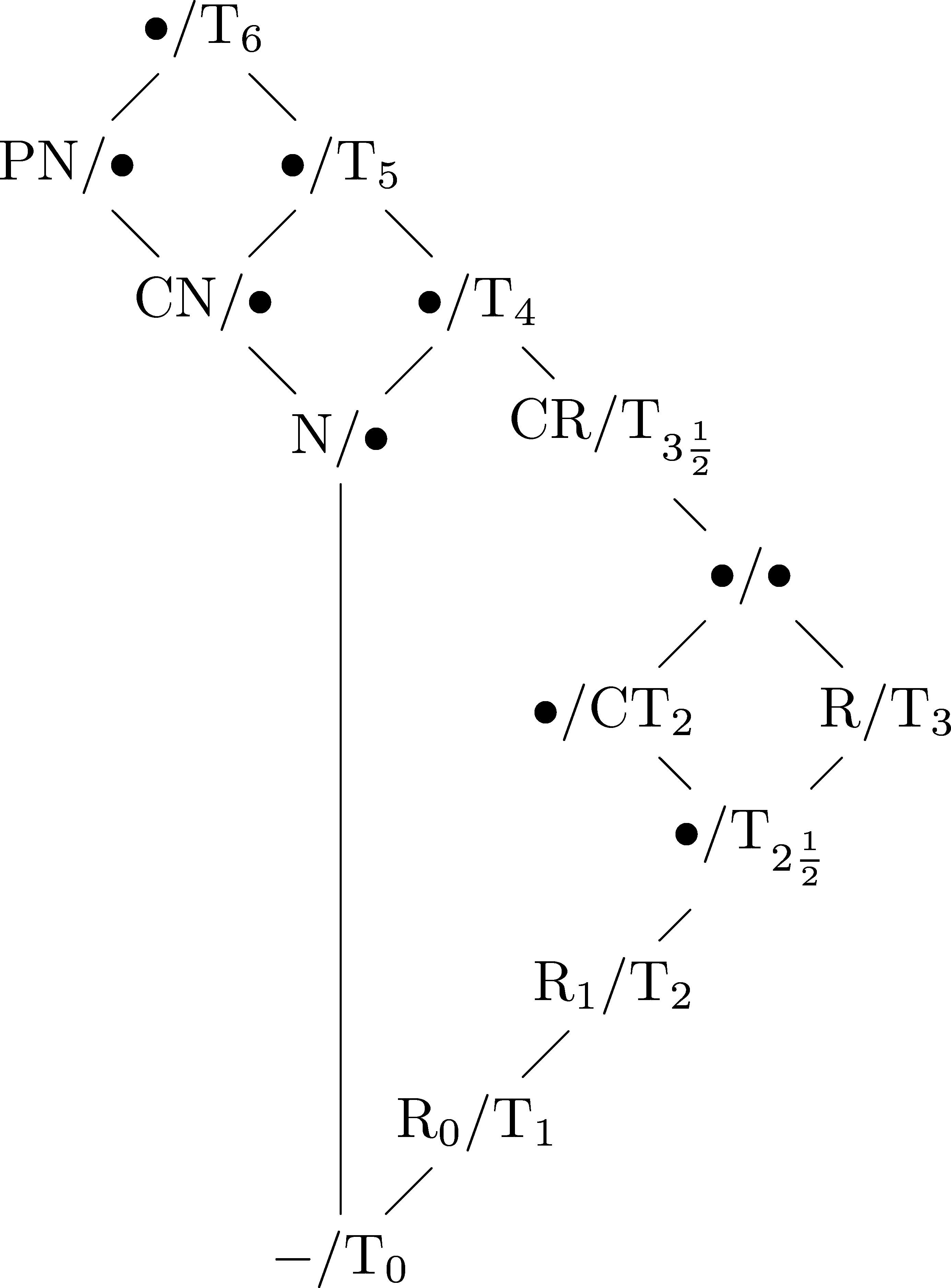
Diagram Hassego dla aksjomatów oddzielania; aksjomaty wyżej są silniejsze, a linia oznacza wynikanie

Aksjomaty oddzielania mówią o pewnych własnościach przestrzeni topologicznych. Nazwa aksjomat dla tych własności jest używana tylko z przyczyn historycznych, nie mają te własności żadnej specjalnej pozycji wśród innych własności (chociaż niektóre z aksjomatów oddzielania są bardzo często wymagane od rozważanych przestrzeni). Oddzielanie odnosi się do wspólnego charakteru tych własności: w pewnym sensie każdy z tych aksjomatów mówi o oddzielaniu różnych obiektów w przestrzeniach topologicznych przez zbiory otwarte lub przez funkcje ciągłe lub przy użyciu jeszcze innych metod.
W początkowym okresie rozwoju topologii niektóre z aksjomatów oddzielania były sugerowane jako jedne z warunków definiujących przestrzenie topologiczne. Na przykład Felix Hausdorff postulował, aby przestrzenie topologiczne spełniały warunek T2 (patrz poniżej).
W literaturze topologicznej występuje znaczna ilość własności, które są określane jako aksjomaty oddzielania (przynajmniej przez ich autorów). Nie ma jednomyślności co do stosowanej terminologii i pewne nazwy mogą być używane w różnych znaczeniach. Czytelnik literatury topologicznej powinien zawsze upewnić się co do znaczenia terminów stosowanych w danym artykule czy też książce.

## Ciąg głównyaksjomatów oddzielania
Wśród wielu własności oddzielania rozważanych w topologii specjalną pozycję zajmują aksjomaty oznaczane {\displaystyle T_{i}.} Litera T pochodzi od niemieckiego słowa Trennung (oddzielanie), a indeksy {\displaystyle i} wskazują jak silną jest rozważana własność. Dość ogólnie akceptowaną regułą jest, że większa wartość indeksu {\displaystyle i} wskazuje na silniejszy aksjomat. Ta niepisana reguła ma także wpływ na większą jednoznaczność nazewnictwa i w zasadzie znaczenie każdego z aksjomatów {\displaystyle T_{i}} jest ustalone.
Niech {\displaystyle \tau } będzie topologią na zbiorze {\displaystyle X.} Powiemy, że przestrzeń topologiczna {\displaystyle (X,\tau )} spełnia aksjomat:
- T0, jeśli

dla dowolnych dwóch różnych punktów {\displaystyle x,y\in X} istnieje zbiór otwarty w {\displaystyle X,} który zawiera dokładnie jeden z tych punktów;
- T1, jeśli

dla dowolnych dwóch różnych punktów {\displaystyle x,y\in X} istnieje zbiór otwarty {\displaystyle U\subseteq X} taki, że {\displaystyle x\in U,} ale {\displaystyle y\notin U;}
- T2, jeśli

dla dowolnych dwóch różnych punktów {\displaystyle x,y\in X} istnieją rozłączne zbiory otwarte {\displaystyle U\subseteq X} i {\displaystyle V\subseteq X} takie, że {\displaystyle x\in U} i {\displaystyle y\in V;}
- T3, jeśli

{\displaystyle X} spełnia aksjomat {\displaystyle T_{1}} i dla każdego zbioru domkniętego {\displaystyle F\subseteq X} i dowolnego punktu {\displaystyle x\in X\setminus F} można znaleźć rozłączne zbiory otwarte {\displaystyle U,V\subseteq X} takie, że {\displaystyle x\in U} i {\displaystyle F\subseteq V;}
- T3 1/2, jeśli

{\displaystyle X} spełnia aksjomat {\displaystyle T_{1}} i dla każdego zbioru domkniętego {\displaystyle F\subseteq X} i dowolnego punktu {\displaystyle x\in X\setminus F} można znaleźć funkcję ciągłą {\displaystyle f:X\longrightarrow [0,1]} taką, że {\displaystyle f(x)=0} i {\displaystyle f(y)=1} dla wszystkich punktów {\displaystyle y\in F;}
- T4, jeśli

{\displaystyle X} spełnia aksjomat {\displaystyle T_{1}} i dla każdych rozłącznych zbiorów domkniętych {\displaystyle E,F\subseteq X} (czyli {\displaystyle E\cap F=\emptyset }) można znaleźć rozłączne zbiory otwarte {\displaystyle U,V\subseteq X} takie, że {\displaystyle E\subseteq U} i {\displaystyle F\subseteq V;}
- T5, jeśli

każda podprzestrzeń przestrzeni {\displaystyle X} spełnia aksjomat {\displaystyle T_{4};}
- T6, jeśli

{\displaystyle X} spełnia aksjomat {\displaystyle T_{4}} i każdy domknięty podzbiór {\displaystyle X} jest przekrojem przeliczalnej rodziny zbiorów otwartych.
Często zamiast mówić „przestrzeń spełnia aksjomat {\displaystyle T_{0}}” mówimy po prostu, że jest {\displaystyle T_{0}.} Analogicznie dla pozostałych aksjomatów.

## Własności i przykłady
- Każda przestrzeń metryczna jest {\displaystyle T_{6}.}
- Zachodzą następujące implikacje:

{\displaystyle T_{6}\Rightarrow T_{5}\Rightarrow T_{4}\Rightarrow T_{3{\frac {1}{2}}}\Rightarrow T_{3}\Rightarrow T_{2}\Rightarrow T_{1}\Rightarrow T_{0},}
gdzie {\displaystyle T_{i}\Rightarrow T_{j}} należy interpretować jako stwierdzenie, że każda przestrzeń topologiczna spełniająca aksjomat {\displaystyle T_{i}} spełnia także aksjomat {\displaystyle T_{j}}. Żadna z powyższych implikacji nie może być zastąpiona przez równoważność.
- Aksjomaty {\displaystyle T_{0},T_{1},T_{2},T_{3},T_{3{\frac {1}{2}}},T_{5},T_{6}} są własnościami dziedzicznymi. Natomiast własność {\displaystyle T_{4}} nie jest dziedziczna, co właśnie było powodem do wprowadzenia aksjomatu {\displaystyle T_{5},} czyli dziedzicznej normalności.
- Następujące dwa twierdzenia wyjaśniają, dlaczego własności {\displaystyle T_{5},T_{6}} są zaliczane do aksjomatów oddzielania:

Przestrzeń T1 {\displaystyle X} spełnia aksjomat {\displaystyle T_{5}} wtedy i tylko wtedy, gdy dla każdej pary zbiorów {\displaystyle A,B\subseteq X} takich, że {\displaystyle A\cap {\rm {cl}}(B)=\emptyset ={\rm {cl}}(A)\cap B} istnieją zbiory otwarte {\displaystyle U,V\subseteq X} takie, że {\displaystyle A\subseteq U,} {\displaystyle B\subseteq V} i {\displaystyle U\cap V=\emptyset }
Przestrzeń T1 {\displaystyle X} spełnia aksjomat {\displaystyle T_{6}} wtedy i tylko wtedy, gdy dla każdej pary rozłącznych domkniętych zbiorów {\displaystyle A,B\subseteq X} istnieje funkcja ciągła {\displaystyle f:X\longrightarrow [0,1]} taka, że {\displaystyle f^{-1}[\{0\}]=A} i {\displaystyle f^{-1}[\{1\}]=B.}